# Le Corps céleste
Pour plus de détails, voir Fiche technique et Distribution.
Le Corps céleste (The Heavenly Body) est un film américain réalisé par Alexander Hall et Vincente Minnelli (non crédité), sorti en 1944, produit par la Metro-Goldwyn-Mayer

## Synopsis
Une épouse négligée se tourne vers un astrologue, qui lui prédit une rencontre amoureuse avec un bel inconnu, au grand désarroi de son mari astronome...

## Fiche technique
- Titre original : The Heavenly Body
- Titre français : Le Corps céleste
- Réalisation : Alexander Hall et Vincente Minnelli (non crédité)
- Scénario : Michael Arlen, Walter Reisch et Harry Kurnitz (adaptation) d'après une histoire de Jacques Théry
- Direction artistique : Cedric Gibbons
- Décors : Edwin B. Willis
- Costumes : Irene
- Photographie : Robert H. Planck et William H. Daniels (non crédité)
- Montage : Blanche Sewell
- Musique : Bronislau Kaper
- Production : Arthur Hornblow Jr.
- Société de production et de distribution : Metro-Goldwyn-Mayer
- Pays d'origine :  États-Unis
- Langue : anglais
- Format : Noir et blanc — 35 mm — 1,37:1 — Son : Mono (Western Electric Sound System)
- Genre : Comédie romantique
- Durée : 95 minutes
- Dates de sortie :
  - États-Unis : 23 mars 1944 (New York)
  - France : 4 mai 1949

## Distribution
- William Powell : William S. Whitley
- Hedy Lamarr : Vicky Whitley
- James Craig : Lloyd X. Hunter
- Fay Bainter : Margaret Sibyll
- Henry O'Neill : Professeur Stowe
- Spring Byington : Nancy Potter
- Robert Sully : Strand
- Morris Ankrum : Dr Green
- Franco Corsaro : Sebastian Melas
- Connie Gilchrist : Beulah
- Max Willenz : Dr Gurtchakoff
- Alex Melesh : Vladimir
- Earl Schenck : Forbes
- Arthur Space : Pierson
- Helen Freeman : Stella
- Gertrude Hoffmann : Mme Potter mère